# Phare du Fort de Santa Catarina
Le phare du Fort de Santa Catarina est un ancien phare situé dans la freguesia de São Julião da Figueira da Foz de la ville de Figueira da Foz, dans le district de Coimbra (Région Centre du Portugal).
Probablement construit en France en 1886, il a été géré par l'autorité maritime nationale du Portugal à Oeiras (Grand Lisbonne) . Il est désactivé depuis 1968.
Il se trouve dans l'enceinte du Fort de Santa Catarina classé comme Immeuble d'intérêt public.

## Histoire
C'est une tour cylindrique en fonte de 10 m de haut, avec lanterne et galerie, peinte en rouge. Elle fut érigée, en 1886, dans l'enceinte du Fort de Santa Catarina du 16e siècle. 
Le phare a été désactivé en 1968 mais sert probablement toujours comme balise de jour. Il se trouve sur le côté nord de l'entrée du fleuve Mondego à Figueira da Foz. 
Un phare similaire construit en France en 1870 se trouve toujours en fonctionnement, c'est le Feu de Fromentine installé à Fromentine (Vendée), depuis le 15 juin 1915. 
Ce type de phare métallique est issu du brevet du 3 novembre 1868, déposé par les ingénieurs Gustave Eiffel et Louis Sautter.

Identifiant : ARLHS : POR073 ; PT-096.45 - Amirauté : D2059.1 - NGA : *.
|                           |
| Le Fort de Santa Catarina |

|             |
| La lanterne |